# Manuel José de Hendaya y Haro
Manuel José de Hendaya y Haro (Manila, Filipinas, 1686 - 5 de octubre de 1729) fue un religioso español que llegó a ser obispo de Oviedo.

## Biografía
Nace en Filipinas y el 11 de septiembre de 1724 es promovido para el cargo de obispo de Oviedo tomando posesión el 29 de octubre de 1724.
Uno de los hechos más importantes dentro de su mandato es su participación en el sínodo romano de 1725.
Fallece el 5 de octubre de 1729.
| Predecesor: Tomás José de Montes | Obispo de Oviedo 1724–1729 | Sucesor: Juan García Avello y Castrillón |